# Bad Rippoldsau-Schapbach
Bad Rippoldsau-Schapbach là một xã ở huyện Freudenstadt ở bang Baden-Württemberg thuộc nước Đức. Đô thị này có diện tích 73,14 km², dân số thời điểm 31 tháng 12 năm 2006 là 2311 người.